# Hampeella
Hampeella là một chi rêu trong họ Ptychomniaceae.